# My Pavonis
My1 Pavonis, eller My Pavonis, är en orange jätte i Påfågelns stjärnbild.
Stjärnan har visuell magnitud +5,76 och är svagt synlig för blotta ögat vid god seeing. Den befinner sig på ett avstånd av ungefär 240 ljusår.